# Allium hyalinum
Allium hyalinum es una especie de planta bulbosa geófita del género Allium, perteneciente a la familia de las amarilidáceas, del orden de las Asparagales. Originaria de América del Norte.

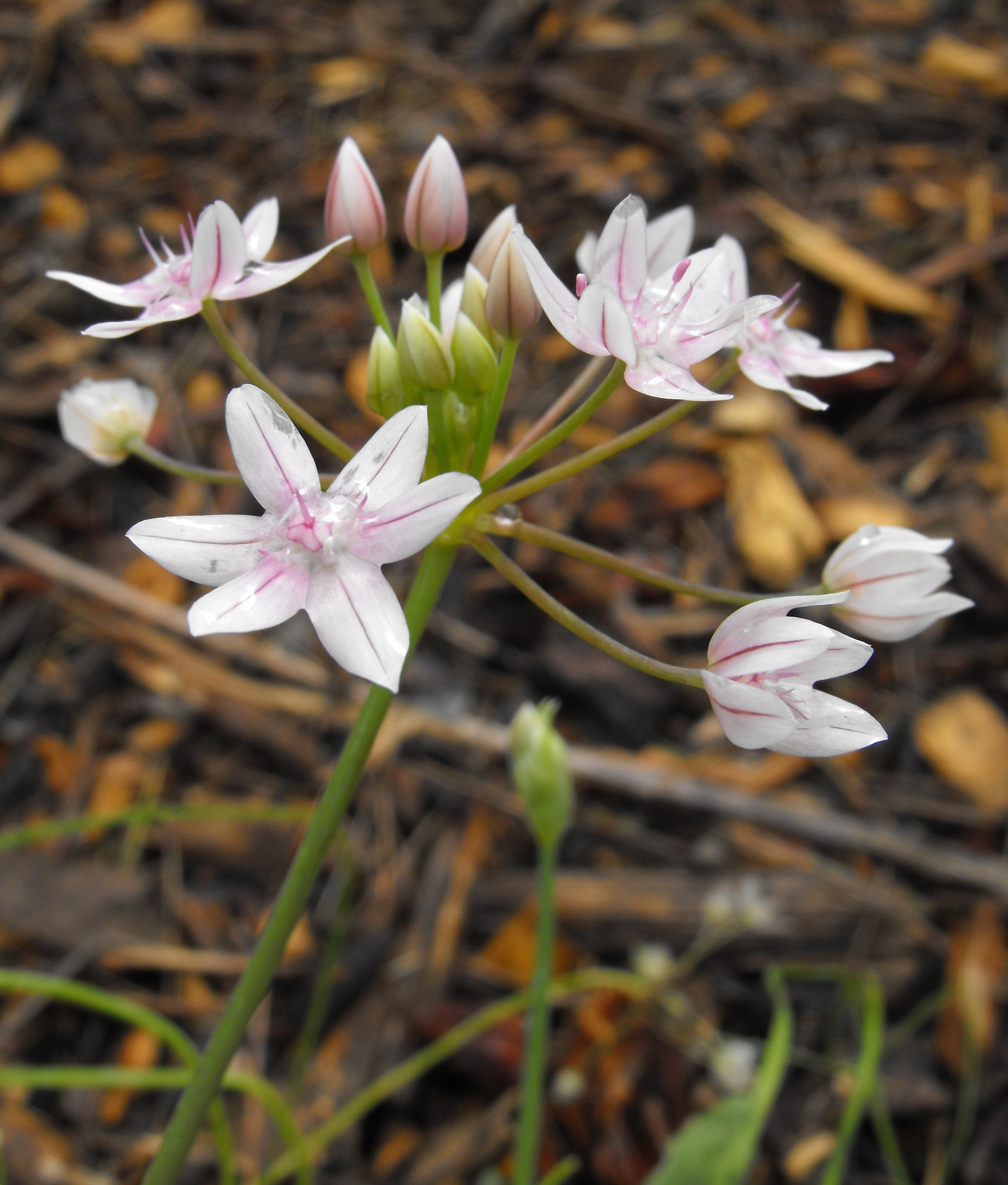
Inflorescencia

## Descripción
Allium hyalinum  es endémica de California, donde es una especie común del Valle de San Joaquín y la estribaciones de Sierra Nevada. La cebolla crece a partir de un conjunto de bulbos, enviando cada bulbo un alto tallo. En la cima de cada tallo tiene una inflorescencia de hasta 25, pero por lo general, menos flores de color blanco o rosa. Las flores tienen seis brillantes pétalos que se vuelven transparentes a medida que envejecen.

## Taxonomía
Allium hyalinum fue descrita por  Mary Katharine Brandegee y publicado en Bulletin of the California Academy of Sciences 1: 155, en el año 1885.
Etimología
Allium: nombre genérico muy antiguo. Las plantas de este género eran conocidos tanto por los romanos como por los griegos. Sin embargo, parece que el término tiene un origen celta y significa "quemar", en referencia al fuerte olor acre de la planta. Uno de los primeros en utilizar este nombre para fines botánicos fue el naturalista francés Joseph Pitton de Tournefort (1656-1708).
hyalinum: epíteto latino que significa "transparente".
Sinonimia
- Allium hyalinum var. hickmanii Jeps.[5]